# Konstantin I. (Griechenland)

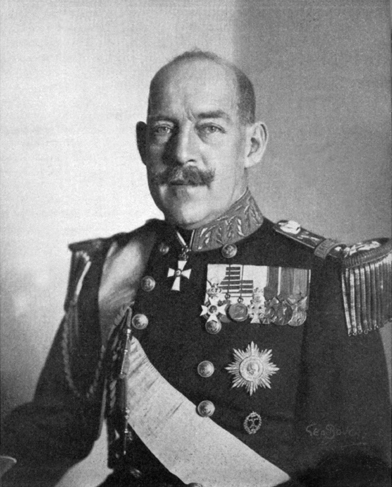
Konstantin I., König der Hellenen

Konstantin I. von Griechenland (griechisch Κωνσταντῖνος Α΄ τῆς Ἐλλάδος Konstandînos A tîs Helládos; * 21. Julijul. / 2. August 1868greg. in Athen; † 11. Januar 1923 in Palermo) war ein Angehöriger des deutsch-dänischen  Hauses Schleswig-Holstein-Sonderburg-Glücksburg und von 1913 bis 1917 sowie von 1920 bis 1922 König der Hellenen.

## Herkunft und frühe Jahre
Prinz Konstantin von Griechenland wurde am 2. August 1868 in Athen geboren. Er war der älteste Sohn des griechischen Königs Georg I. und dessen Gemahlin Großfürstin Olga Konstantinowna Romanowa. Seinen Namen erhielt er in Anlehnung an den letzten byzantinischen Kaiser, Konstantin XI., der im Jahr 1453 während der Verteidigung Konstantinopels starb und als inoffizieller Heiliger der Orthodoxen Kirche gilt. Die Bevölkerung begrüßte die Geburt des Thronfolgers mit großem Enthusiasmus, da Konstantin der erste im Land geborene Nachkomme eines modernen Monarchen war. Um die Identifikation zwischen Königshaus und Volk zu stärken, wurden Konstantin und seine jüngeren Geschwister griechisch-orthodox getauft und lernten von Geburt an Griechisch. 
Zunächst übernahmen ausgewählte Universitäts-Professoren die schulische Ausbildung des Kronprinzen, wobei insbesondere Konstantinos Paparrigopoulos ihm die Prinzipien der Megali Idea vermittelte. Am 30. Oktober 1882 erfolgte sein Eintritt in die Hellenische Militärakademie Scholi Evelpidon in Piräus. Mit seiner Großjährigkeitserklärung 1884 wurde Konstantin offiziell zum Thronfolger (griechisch διάδοχος diádochos „Nachfolger“) ernannt und erhielt den Titel „Herzog von Sparta“ (Δοὺξ τῆς Σπάρτης Doúx tís Spártis); da jedoch die Vergabe von Adelstiteln durch die Verfassung nicht vorgesehen war, fand der Titel auf keinen seiner Nachfolger Anwendung. Seine militärische und universitäre Ausbildung beendete er im Deutschen Kaiserreich als Angehöriger des Garderegiments du Corps in Berlin sowie an den Universitäten von Heidelberg und Leipzig, wo er Politikwissenschaft studierte. In Heidelberg war er Mitglied der Studentenverbindung Corps Saxo-Borussia Heidelberg. 
1890 kehrte er nach Griechenland zurück und schlug eine Offizierslaufbahn ein. Im Rang eines Generalmajors übernahm Konstantin den Oberbefehl über die 3. Armee in Athen.

## Familie

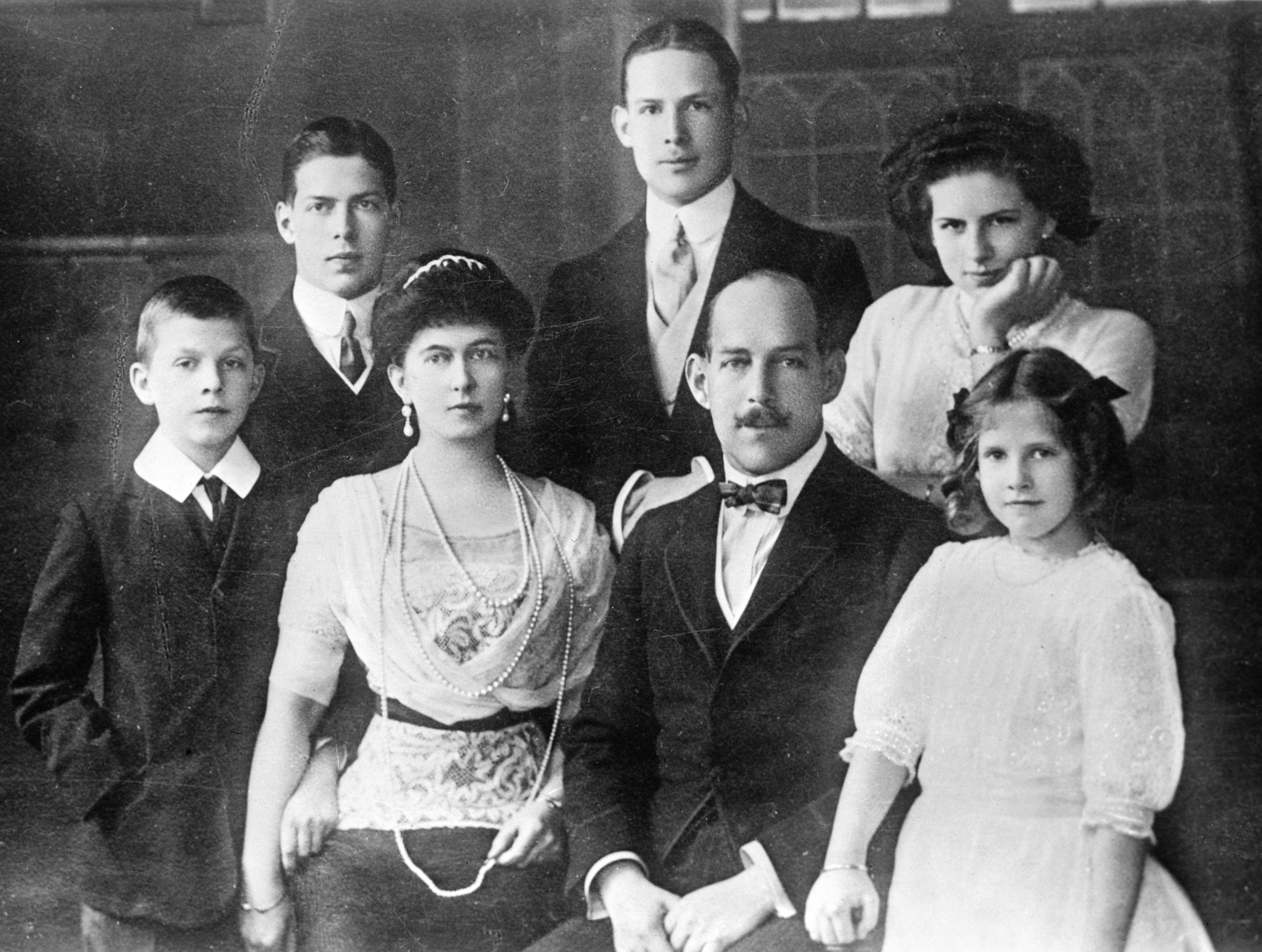
Konstantin mit Familie

Am 27. Oktober 1889 heiratete Konstantin in der Athener Kathedrale Mariä Verkündigung Prinzessin Sophie von Preußen, Tochter des Kaisers Friedrich III. und dessen Ehefrau Victoria von Großbritannien und Irland. Sophie war Enkelin der britischen Königin Victoria und Schwester des deutschen Kaisers Wilhelm II.
Aus der Verbindung gingen sechs Kinder hervor: 
- Georg (1890–1947), als Georg II. griechischer König ⚭ Elisabeth von Rumänien
- Alexander (1893–1920), als Alexander I. griechischer König ⚭ Aspasia Manos
- Elena (1896–1982) ⚭ König Carol II. von Rumänien
- Paul (1901–1964), als Paul I. griechischer König ⚭ Friederike von Hannover
- Irene (1904–1974) ⚭ Aimone von Savoyen-Aosta
- Katharina (1913–2007) ⚭ Richard Brandram

## Thronfolger

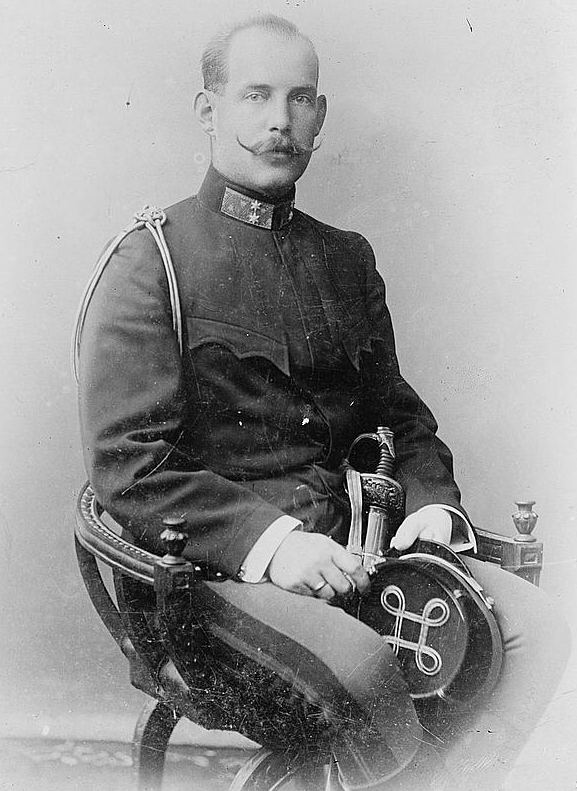
Prinz Konstantin als Thronfolger

Griechenland war ein junges Königreich, das versuchte, sein Staatsgebiet auszudehnen mit dem Ziel, alle griechisch besiedelten Gebiete in einem Staat zusammenzufassen (Megali Idea). Da große Teile dieser Territorien zum Osmanischen Reich gehörten, kam es 1897 zum Türkisch-Griechischen Krieg. Konstantin befehligte die Thessalien-Armee, die jedoch, schlecht ausgerüstet und ausgebildet, von den osmanischen Truppen entscheidend geschlagen wurde. Der Staatsbankrott von 1893 und die militärische Niederlage schadeten dem Ansehen der königlichen Prinzen in der Bevölkerung sehr. Dies ging so weit, dass aufständische Offiziere 1909 neben Militärreformen die Entlassung der Prinzen aus der Armee forderten (Aufstand von Goudi). Daraufhin musste Konstantin kurzzeitig das Land verlassen, erhielt aber schon 1911 den Posten als Generalinspekteur des Heeres. Diese Maßnahme stand im Zusammenhang mit den Bemühungen des liberalen Premierministers Eleftherios Venizelos um eine Verständigung mit dem Königshaus. 
Nach Ausbruch des Ersten Balkankriegs im Oktober 1912 erhielt Konstantin abermals den Oberbefehl über die griechische Thessalien-Armee. Den serbischen, montenegrinischen, bulgarischen und griechischen Truppen gelang es, die Osmanen nahezu vollständig von der Balkanhalbinsel zu verdrängen. Konstantin gelangen mit der Einnahme der Städte Thessaloniki (27. Oktober 1912) und Ioannina (März 1913) bedeutende militärische Erfolge.

## König (1913–1917 und 1920–1922)

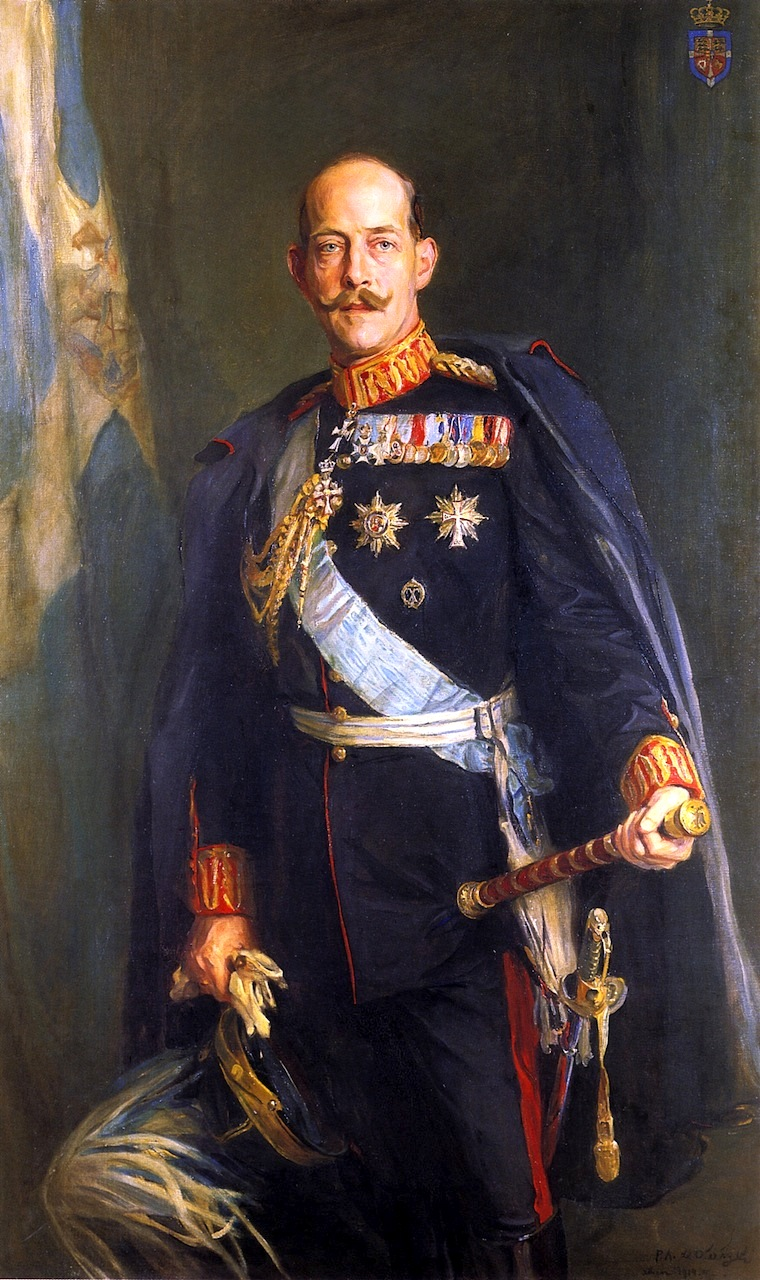
Konstantin I. von Griechenland, Porträt von Philip Alexius de László (1914)

Nachdem sein Vater am 18. März 1913 in Thessaloniki einem Attentat des Anarchisten Alexander Schinas zum Opfer gefallen war, folgte ihm Konstantin als  König der Hellenen. Mit dem Zweiten Balkankrieg Ende Juni 1913 brach der nächste Konflikt aus. Konstantin übernahm persönlich den Oberbefehl über die Streitkräfte und führte sie gegen Bulgarien. Am Ende des Krieges stand der Friedensvertrag von Bukarest, der Griechenland eine weitgehende Befriedung der nationalen Ansprüche brachte. Im Zuge der Balkankriege nahm das griechische Territorium um etwa 90 Prozent zu, die Bevölkerung wuchs von 2,6 auf 4,7 Millionen.

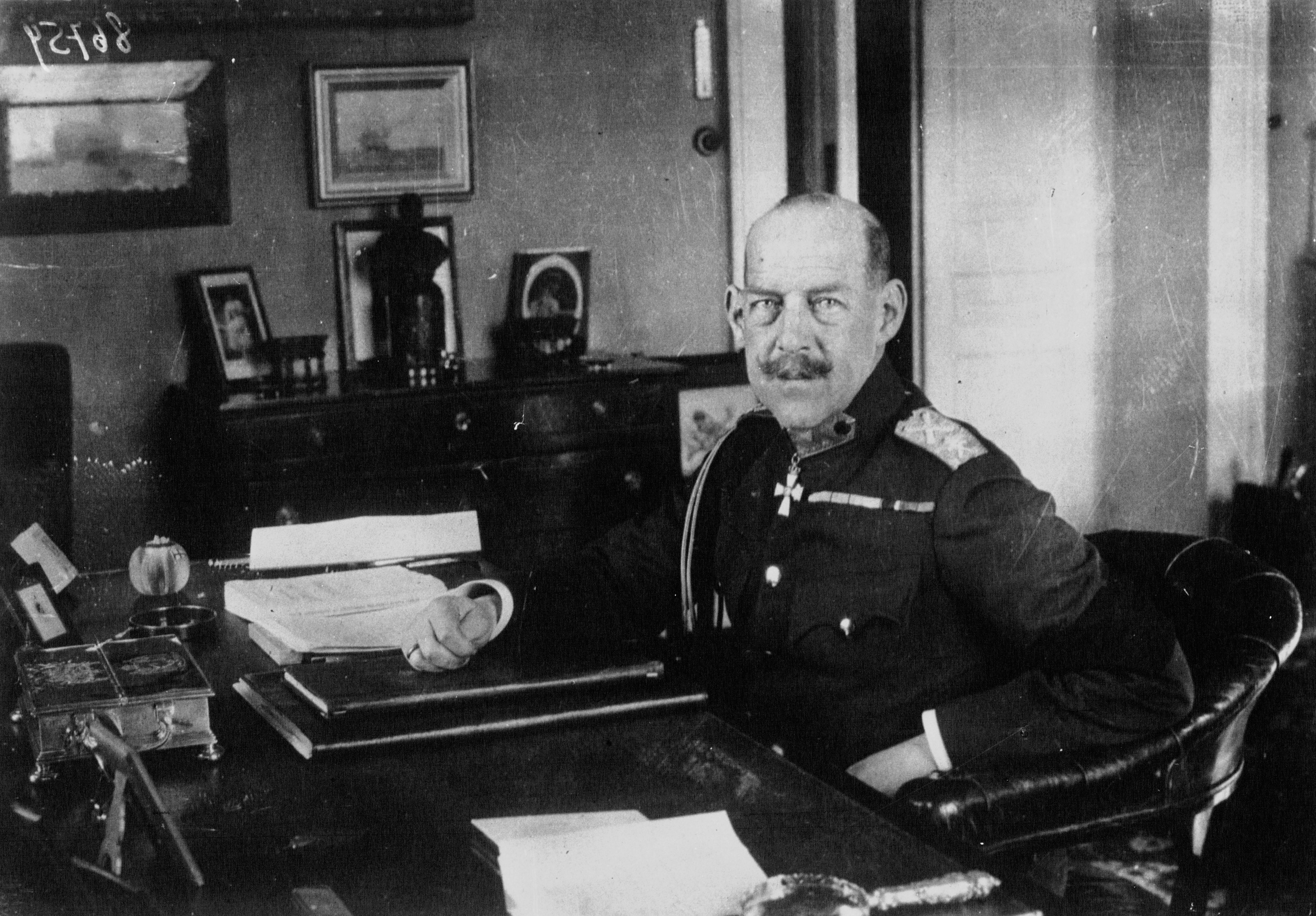
Konstantin an seinem Schreibtisch (um 1920/21)

Konstantin genoss als neuer Monarch und siegreicher Feldherr enorme Popularität, die nur mit derjenigen von Venizelos zu vergleichen war. König und Regierungschef arbeiteten anfangs eng zusammen, aber ihre grundsätzlich unterschiedlichen Auffassungen in außenpolitischen Fragen spalteten das Land im sogenannten „nationalen Schisma“, welches das politische Leben Griechenlands über Jahrzehnte prägen sollte. Als Abkömmling einer ursprünglich deutschen Dynastie und Schwager des deutschen Kaisers war Konstantin in seiner außenpolitischen Haltung entschieden pro-deutsch, weshalb er nicht in den Ersten Weltkrieg gegen die Mittelmächte eintreten wollte. Premierminister Venizelos war dagegen pro-britisch. So war Konstantin neutral, während Venizelos den Kriegseintritt auf Seiten der Entente forderte und 1915 zweimal vom König aus dem Amt entlassen wurde. Nach einer Revolte in Thessaloniki kehrte Venizelos auf die politische Bühne zurück. Er bildete in Nordgriechenland eine provisorische revolutionäre Gegenregierung, die von der Entente anerkannt wurde und die den Mittelmächten den Krieg erklärte. Dies war der Beginn des „nationalen Schismas“. Während Venizelos Nordgriechenland, Kreta und die ostägäischen Inseln kontrollierte, stand der Rest des Landes hinter der Regierung Konstantins. Doch unter zunehmendem Druck der Ententemächte und der dualen Führerschaft der Venizelos-Regierung sah sich Konstantin gezwungen, am 11. Juni 1917 abzudanken. Er ging mit dem Kronprinzen Georg über Korfu ins Schweizer Exil. König wurde nun sein zweitgeborener Sohn Alexander.

Königliches Wappen Konstantins I.

Nach dem Tod Alexanders am 25. Oktober 1920 und einer überraschenden Wahlniederlage Venizelos’ im November forderten die royalistischen Parteien Konstantins Rückkehr aus dem Exil. Nach einem Plebiszit, in dem sich die Mehrheit der Wähler für seine Rückkehr aussprach, kehrte Konstantin nach Griechenland zurück und wurde am 19. Dezember 1920 zum zweiten Mal König. Das Land befand sich auch nach Ende des Ersten Weltkriegs weiterhin im Krieg und kämpfte in Kleinasien gegen die Türkei (Griechisch-Türkischer Krieg). Konstantin übernahm umgehend den Oberbefehl über die Streitkräfte und begab sich an die Front nach Kleinasien. Im August 1921 befahl Konstantin seinen Truppen eine Großoffensive auf Ankara, doch in der Schlacht am Sakarya erlitten sie eine empfindliche Niederlage. Die Türken gingen zum Gegenangriff über und drängten die griechische Armee allmählich an die Küste zurück. Die politische und finanzielle Lage Griechenlands verschlechterte sich zunehmend, und im August 1922 musste sich die Armee endgültig aus Kleinasien zurückziehen. Die geschlagene Armee, angeführt von Offizieren, die Venizelos nahestanden, forderte den Rücktritt der Regierung und des Königs. Am 27. September 1922 dankte Konstantin abermals ab und überließ den Thron seinem Sohn Georg.

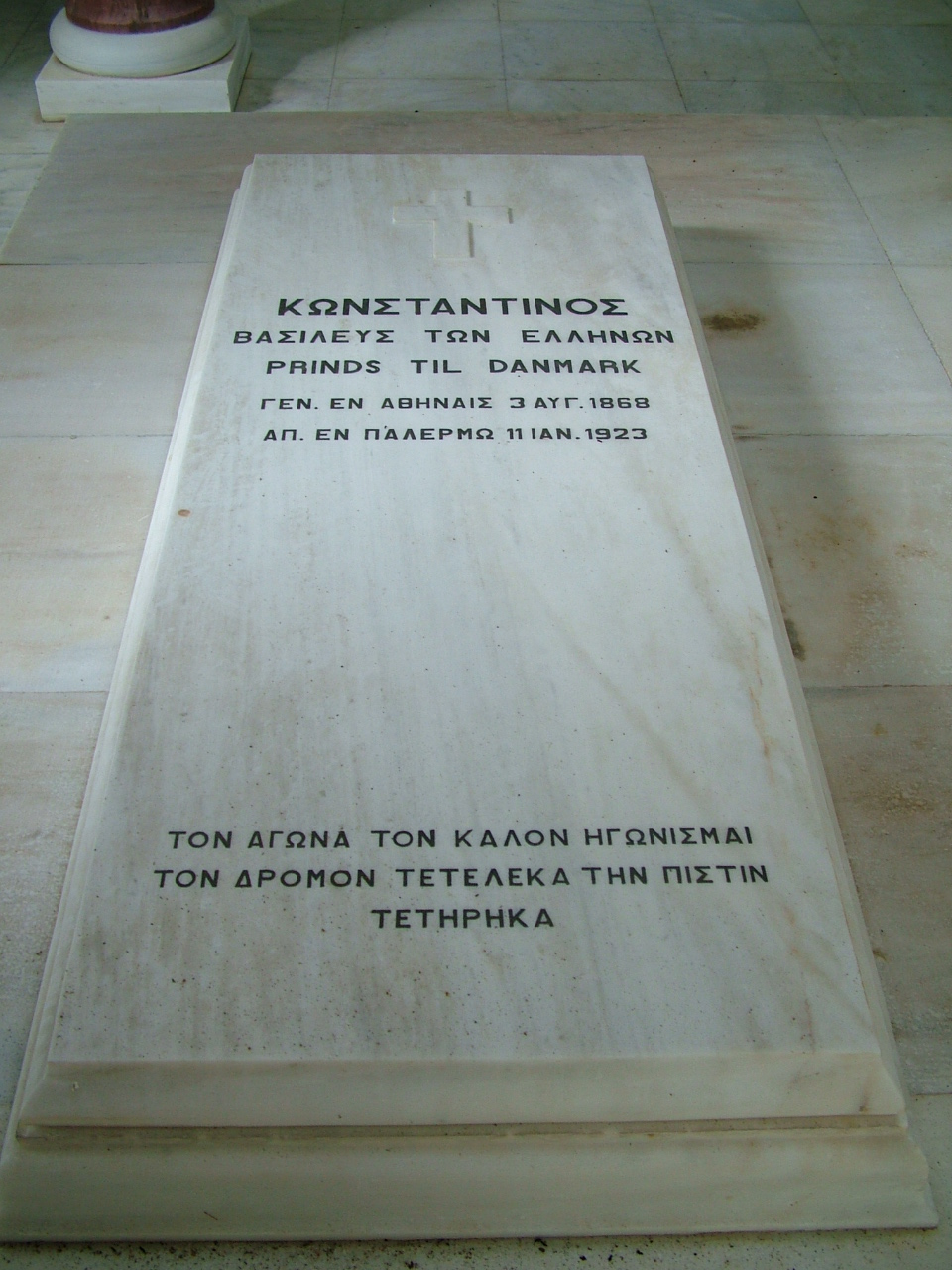
Grab von König Konstantin I.

Konstantin starb am 11. Januar 1923 im Alter von 54 Jahren in Palermo und wurde im Mausoleum des königlichen Friedhofs in Tatoi beigesetzt.

## Verschiedenes
In Frederiksberg bei Kopenhagen wurde die Straße Prins Constantins Vej nach ihm benannt.